# Aina Otsuka
Aina Otsuka (大塚愛菜, Otsuka Aina), née le 3 avril 1998 à Tokyo, est une idole japonaise, membre du groupe Juice=Juice et appartenant au Hello! Project.

## Biographie
En 2010, Aina Otsuka participe au audition Morning Musume 9th gen, elle est finaliste mais au bout du compte n'est pas retenue pour rejoindre les Morning Musume. En été 2011, elle passe l'audition S/mileage Shin Member Boshuu! pour intégrer une autre du Hello! Project S/mileage, finaliste, elle ne sera pas choisie. En juin de la même année, elle repasse les auditions pour la 10e génération des Morning Musume, mais ne sera toujours pas acceptée.
Aina Otsuka rejoindra les Hello! Pro Egg le 6 juin 2011, avec Rena Ogawa et Minami Mogi.
En 2012, Elle retente sa chance en participant à l'audition de la onzième génération des Morning Musume, sans plus de succès.
Le 3 février 2013, il est officiellement annoncé que Aina, aux côtés de Yuka Miyazaki, Tomoko Kanazawa, Sayuki Takagi, Karin Miyamoto et Akari Uemura rejoindraient le Hello! Project et formeraient un nouveau groupe, dont le nom, "Juice=Juice", est dévoilé le 25 février 2013. La couleur représentative de Aina au sein du groupe est l'orange et son fruit, l'orange. Le groupe sort plusieurs singles indies en 2013, avant de faire ses débuts officiels sous le label Hachama le 11 septembre 2013 lors de la sortie de son premier single intitulé Romance no Tochū / Watashi ga Iu Mae ni Dakishimenakya ne (Memorial Edit) / Samidare Bijo ga Samidareru (Memorial Edit).

## Groupes
Au sein du Hello! Project
- Hello! Pro Kenshūsei (2011–2013)
- Juice=Juice (2013)

## Discographie

### Avec Juice=Juice
Singles indies
1. 31 mars 2013 : Watashi ga Iu Mae ni Dakishimenakya ne
2. 5 mai 2013 : Samidare Bijo ga Samidareru
3. 8 juin 2013 : Ten Made Nobore! (Hello! Pro Kenshūsei feat. Juice=Juice)

## Divers
Théâtres & Comédies musicales
- 2014 : Seven Friends Seven Minutes